# الباب في الوجه
الباب في الوجه (بالإنجليزية: Door-in-the-face)‏ هي تقنية في علم النفس الاجتماعي وأسلوب من أساليب إقناع الآخر  ، تضمن لك إن طلبت شيئًا ما من شخص ألا يرفض لك طلبك، وهي طريقة يستعملها الإنسان لاشعوريا. فمبدأ هذه التقنية يقوم على أنه إذا أردت طلب شيء من أحد قُم بمضاعفة طلبك أولًا، ثم انتظر حتى يُجيبك بالرفض، بعدها اطلب منه طلبك الأصلي الذي سيكون أقل مقارنة مع طلبك الأول، آنذاك سيقبل طلبك غالبًا.

## مثال
السائل سيطلب من شخص أن يُقرضه سيارته مدة أسبوع، الشخص سيرفض الطلب، هنا سيطلب منه السائل السيارة ليوم واحد فقط، ومن خلال هذا التأثير سيعتقد الشخص بأن السائل قد ضحى بطلبه الأول، وسيحس بالذنب إن هو رفض طلبه هذا كذلك (الأقل قيمة مقارنة مع الأول)، مايؤدي في الغالب إلى قبول الشخص لطلب السائل.
وهي نفس أسلوب الفصال المتبع عند شراء الأشياء، حيث يعرض التاجر مبلغًا كبيرًا لسلعته وعندما يعترض المشتري ويبخس السلعة سعرها يتفاوض الطرفان للوصول للمبلغ الحقيقي للسلعة الذي وضعه التاجر نفسه.

## روابط خارجية
- Présentation en Français de l'expérimentation de Cialdini et al,. 1975
- Présentation en Anglais de l'expérimentation de Cialdini et al,. 1975